# داني تابرنر
داني تابرنر (بالإنجليزية: Danny Taberner)‏ هو لاعب كرة قدم بريطاني في مركز حراسة المرمى، ولد في 17 يونيو 1993 في بولتن في المملكة المتحدة. لعب مع سالفورد سيتي ونادي روتشديل ونورثويتش فيكتوريا.

## وصلات خارجية
- داني تابرنر على موقع قاعدة بيانات كرة القدم.إي يو (الإنجليزية)
- داني تابرنر على موقع Soccerbase.com (لاعب) (الإنجليزية)